# Albert, protupapa
Protupapa Albert,  katolički protupapa 1101. godine. 